# Pascal Quignard
Pascal Quignard (Verneuil-sur-Avre, 23 de abril de 1948) é um escritor francês. Em 2002, seu romance Les Ombres errantes ganhou o Prix Goncourt, o principal prêmio literário da França. Terrasse à Rome recebeu o prêmio da Academia Francesa em 2000. Ganhou ainda o Prix des Critiques, em 1980, e o Prix Formentor, em 2023.
Violoncelista e fundador do Festival de Ópera e Teatro Barroco de Versalhes. Seu romance mais conhecido é Todas as manhãs do mundo (Tous les matins du monde), de 1991, sobre o tocador de viola de gamba do século XVII Marin Marais e seu professor, Sainte-Colombe; adaptado ao cinema pelo diretor Alain Corneau. 

## Obras publicadas
No Brasil:
- A ocupação americana. Tradução de Rubens Figueiredo. Rocco, 1996, 127 p.
- A razão. Tradução de Yolanda Vilela. Autêntica editora, 2013, 112 p.
- Butes. Tradução de Verónica Galíndez-Jorge. Dobra editorial, 2013.
- Da imagem que nos falta aos nossos dias. Tradução de Nina Guedes. Zazie edições, 2018. 50 p.
- Marco Cornélio Frontão: primeiro tratado da Retórica especulativa. Tradução de Paulo Neves. Hedra, 2012, 78 p.
- Ódio à música. Tradução Ana Maria Scherer. Rocco, 1999, 180 p.
- O salão de Wurtemberg. Tradução de Irene Monique Harlek Cubric. Rocco, 1989, 262 p.
- Todas as manhãs do mundo. Tradução de Pedro Tamen. Rocco, 2013, 94 p.
- Todas as manhãs do mundo. Tradução de Yolanda Vilela. Zain, 2023.
- Último reino. Tradução de Verónica Galíndez-Jorge, Leda Cartum e Mario Sagayama. Hedra, 2013, 68 p.

Em Portugal:
- A fronteira: azulejos do Palácio Fronteira. Tradução de Pedro Tamen; bestiário fotografado por Nicolas Sapieba e Paulo Cintra; nota sobre os jardins por José Meco. Quetzal, 1992.
- A noite sexual. Sr. Teste edições, 2021, 180 p.
- A ocupação americana. Tradução de Pedro Tamen. Quetzal, 1996.
- As sombras errantes. Gótica, 2003.
- As tábuas de buxo de Apronenia Avitia. Tradução de Ernesto Sampaio. Cotovia, 1999, 122 p.
- Histórias de amor de outros tempos precedidos de Retratos vivos. Cotovia, 2002, 204 p.
- O Leitor seguido de A Prática do Infinito pela Leitura. Sr. Teste edições, 2023, 144 p.
- Os Desarçonados. Tradução de Diogo Paiva. Cutelo, 2024, 296 p.
- Sobre a Ideia de uma Comunidade de Solitários / Sobre a Imagem que Falta aos Nossos Dias / Todas as Manhãs do Mundo. Tradução de Ricardo Ribeiro e Teresa Projecto. Sr. Teste edições, 2022, 212 p.
- Terraço em Roma. Casa das letras, 2008.
- Terraço em Roma. Tradução de Miguel Serras Pereira. Notícias editorial, 2002.
- Todas as manhãs do mundo: romance. Tradução de Pedro Tamen. Quetzal, 1992, 100 p.
- Um Incómodo Técnico em Relação aos Fragmentos. Tradução de Pedro Eiras. Deriva, 2009.
- Villa Amalia. Clube do autor, 2011, 296 p.
- Vida secreta. Tradução de Francisco Custódio Marques. Notícias editorial, 1999, 334 p.